# 浅野氏重
浅野 氏重（あさの うじしげ）は、安土桃山時代から江戸時代初期にかけての武将。浅野家の家臣として紀伊和歌山藩・安芸国広島藩の家老。

## 略歴
氏重の系譜は不明であるが、『寛政重修諸家譜』に拠れば当主・浅野長政の養父にあたる長勝の子・浅野氏次（善左衛門）の子とされる。「浅野幸長御家中帳」『寛永諸家系図伝』に拠れば氏重は2万石を知行し、浅野家中では浅野忠吉と並ぶ高い地位にあったという。
浅野氏は文禄2年（1593年）8月29日に甲斐国主加藤光泰の死後、同年11月20日甲斐へ入部するが、氏重はこの間の国主不在期間に入国し支配の引継ぎを行い、都留郡において発給文書を残している。浅野家は甲斐支配において九筋二領の地域区分に基づいた統治を行い、九筋地域には筋奉行を配置し、郡内領・河内領については氏重・忠吉の一門を配置して代官支配を行った。甲斐東部の都留郡は戦国期に甲斐武田家家臣の小山田氏の所領で、武田家滅亡後は関東の徳川家康の領国に接する地域として重要視され、加藤家時代にも一門・家老級の人物が支配を担当している。浅野家時代には甲斐・都留郡の支配が本格化され、氏重は都留郡支配の拠点として勝山城（都留市川棚）を改築したと考えられている。なお、氏重は郡内において北口本宮冨士浅間神社の西宮本殿を造営している。
慶長5年（1600年）当主・長政の家督を継いだ浅野幸長が関ヶ原の戦いの功により紀伊国へ加増転封されると、氏重もこれに従って田辺3万石に入部する。慶長11年（1606年）に湊城を築いて筆頭家老の任についた。
幸長が慶長18年（1613年）に死去すると、氏重は幸長の三弟であり、徳川家と親しい浅野長重を後継に推すが、幸長の遺言と長政正室・長生院の周旋により浅野忠吉らが推す次弟の浅野長晟が紀州藩主を継ぐこととなった。その後、大坂の陣では長晟の下で参戦し、特に夏の陣では同じ浅野家重臣の亀田高綱らと樫井の戦いで大野治房と交戦、治房が率いていた塙直之、淡輪重政の軍勢を破った。
元和5年（1619年）の福島正則の改易により長晟の安芸広島への転封が決まり、氏重は甲斐領有時と同様に広島城を受取の任を務めている。ところが、備後国の三原で城代の地位を望んだ氏重に対し、長晟が三次3万石をあてがったことから対立、同年11月26日に長晟によって暗殺された。子の知吉も切腹となった。
この事件は江戸幕府に問題視されるところであったが、長晟の継子にあたる会津藩主蒲生忠郷が義父の藤堂高虎と共に長晟を擁護したため、長晟に対する処分は行われなかった。